# アラヴィー朝

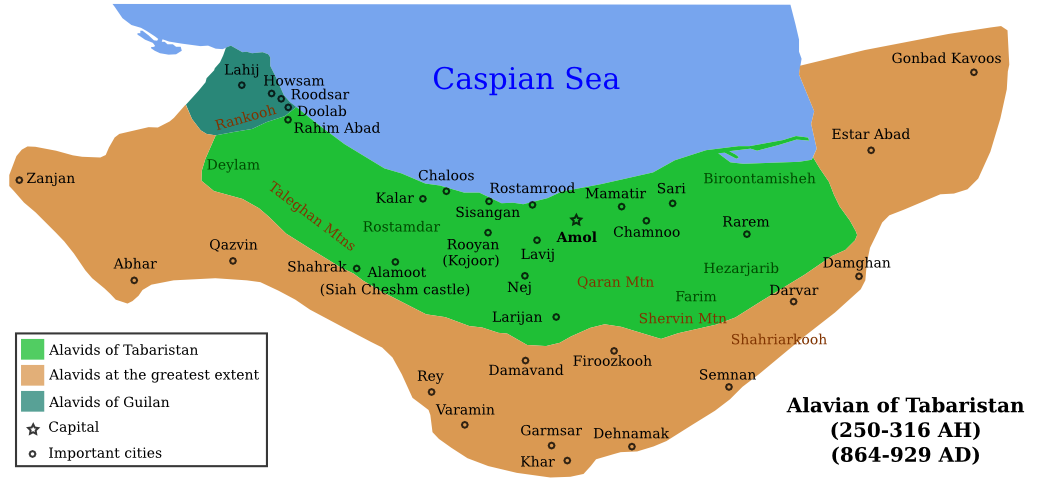
アラヴィー朝の勢力圏を示す図

アラヴィー朝（アラヴィーちょう）またはアリー朝（سلسله علویان طبرستان）は、864年からサファヴィー朝の初期の頃まで、イラン北部のカスピ海南岸地域（ダイラム・ギーラーン・タバリスターン）などに勢力を張った政権。シーア派の一派ザイド派を奉じ、別名ザイド朝と呼ばれる。

## 一次史料
アリー朝に関する一次史料に関し、Madelung (1985) は、タバリー、イブン・イスファンディヤールの『タバリスターンの歴史』（Tarikh-i Tabaristan）、ザーヒルッディーン・マルアシーの『タバリスターンとルーヤーンとマーザーンダラーンの歴史』（Ẓahīr-al-dīn Maṛʿašī, Tārīḵ-e Ṭabarestān o Rūyān o Māzandarān）を最重要な年代記として挙げている。『デフホダー辞書』は『バイハキー史』を年代記の一次史料として挙げている。カスピ海のザイド派イマームの個人伝記については、Madelung (1985) によると、次の書籍、Abu’l-ʿAbbās Ḥasanī, Ketāb al-maṣābīḥ, Abū Ṭāleb al-Nāṭeq, Ketāb al-efāda, Moḥallī, Ketāb al-ḥadāʾeq al-wardīya と、ギーラーンのユースフという人物がイエメンのウラマー、イムラーン・ブン・ハサンに宛てて書いた書簡が、一次史料として挙げられる。

## 歴史

### ～864年
カスピ海南岸地域にザイド派国家が樹立される半世紀以上前、アッバース朝カリフ・ハールーン・ラシードの時代（在位786年-809年）の初期に、ハサン裔のヤフヤー・ブン・アブドゥッラー・カーミルが、クーファのザイド派信奉者を何人か伴ってこの地にやってきて、まだイスラームを受容していないダイラム人のジュスターン朝の王の保護の下ルードバールにしばらく滞在したという伝承がある。この出来事がカスピ海南岸にザイド派イスラームの教えが浸透するきっかけになったという説が存在するが、証拠がない。他方で、マディーナに住むザイド派イマーム・カースィム・ブン・イブラーヒーム・ラッスィーの没年（860年）までには、彼の信奉者がタバリスターン西部に入り込み、その布教により、この地にザイド派の教義がある程度知られていたのは確かである。
タバリスターン西部（ルーヤーン、キャラール、チャールース）の人々が864年に、ターヒル朝の統治に対して反乱を起こした。彼らは、宣教のためこの地にいたザイド派ムスリムの意見を容れて、当時ライイにいたハサン裔のハサン・ブン・ザイドを、反乱のリーダーに据えた。このハサンは、父系のリニッジを遡るとクライシュ族のアブー・ターリブの息子アリーにたどり着き（そのため「アラウィー」のニスバを持つ）、アリーの息子ハサンの息子ザイドから5世代下った子孫とされる人物である。ハサンは「神によって宣べ教える者」（ダーイー・イラルハック）を名乗り、ターヒル朝の将軍スライマーン・ブン・アブドゥッラーからタバリスターンの実権を奪取した。

### 864年～900年
ハサンをイマームとして864年にターヒル朝から自立した、西タバリスターンの政権が、ザイド派としても最初の国家である。ハサンは国家の首都をターヒル朝の総督府のあったサーリーから、自分の支持者の多い西側のアーモルに移した。その後、884年に亡くなるまで、ハサンはスライマーンの反撃や、アッバース朝の将軍ムフリフの侵攻（869年）、サッファール朝のヤァクーブ・ブン・ライスの侵攻（874年）を撃退した。さらにカスピ海南岸域を超えて、東のゴルガーンや、アルボルズ山脈を超えて南側のガズヴィーンやライイ、ザンジャーンまで一時的に勢力圏に入れた。ハサンは884年に亡くなる際に弟のムハンマドを後継者に指名（ナッス）していたが、義弟のアフマド・カーイムがアーモルで後継者を僭称した。ムハンマドがイマーム位をアフマドから取り返すのには10か月を要した。
ハーラズムでは891年にラーフィウ・ブン・ハルサマが権力を持ち、そのタバリスターンへの侵攻により、アーモルは陥落、ムハンマド・ブン・ザイドはダイラムとギーラーンへ亡命した。しかしその後ラーフィウは、アッバース朝の権威による後ろ盾を得たアムル・ブン・ライスに攻められて892年に失権する。アムルはタバリスターンにおけるムハンマド・ブン・ザイドの主権を認めることとしたため、アーモルやゴルガーンがムハンマドの政権下に戻ったが、それ以上の拡張は認められなかった。900年にムハンマドはゴルガーン近郊でサーマーン朝の支持者らと戦い、重傷を負って死んだ。ムハンマドはザイドという血縁者を後継者に指名（ナッス）していたが、ザイドがブハーラーへと拉致され、タバリスターンはサーマーン朝の統治下へ入った。
ムハンマド・ブン・ザイドは「カーイム・ビルハック」のラカブを名乗った。のちにハサンは「ダーイー・キャビール」「ダーイー1世」などとも呼ばれる。ムハンマドは「ダーイー・サギール」「ダーイー2世」などとも呼ばれる。ハサンはムゥタズィラ派の神学、シーア派の儀礼、宗教法の施行を公認し、自ら、法学とイマーム論に関する著作を書いた。しかし、ハサンとムハンマド、両者とも、後世のザイド派からイマームであったとして認められていない。アラビア語で「イマーマ」と呼ばれるイマーム職、イマーム位、イマーム性、共同体を率いる指導者としての資格が、どのような原理で誰に継承される、あるいは、継承されるべきなのかという問題は、とりわけシーア派にとって重要な問題であるが、ザイド派では血縁よりも、不公正な政治や弾圧に対して立ち上がる勇気といったものがイマームの資質として重視される。Madelung (1985) によると、彼らがイマームとして認められていないのは、後世のザイド派が彼らの政権に正義があったか否かについて判断を保留しているためである。

### 914年～980年

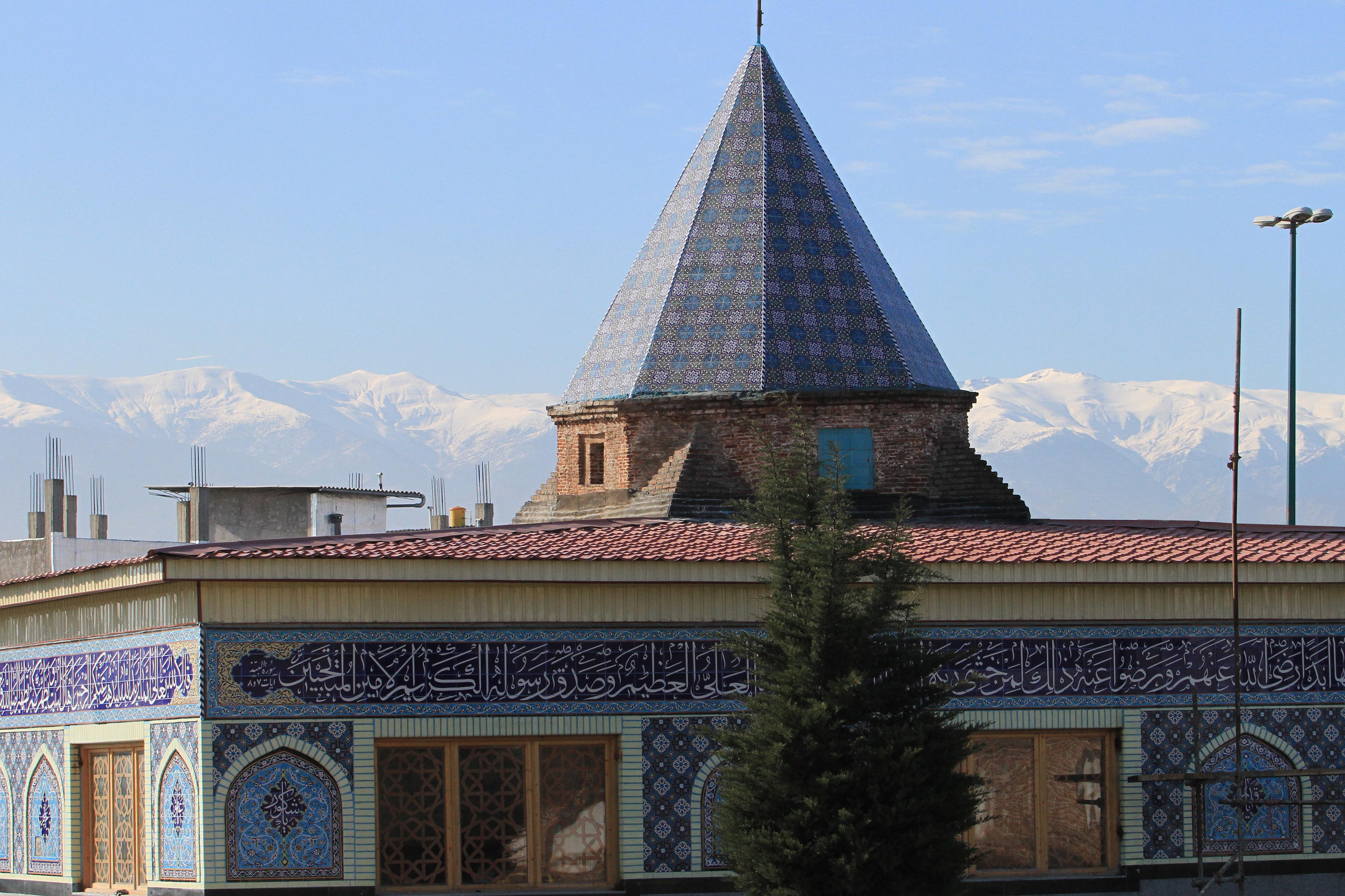
アーモルにあるナーセロル・ハッグ（ハサン・ウトルーシュ）廟。イラン国家遺産登録第60号。

ところで、ダーイー・キャビール・ハサン・ブン・ザイドの頃にタバリスターンへやってきた、マディーナ生まれのアブームハンマド・ハサン・ブン・アリーという人物がいた。このハサンはフサイン裔のサイイドであり、母親がホラーサーン出身の奴隷であった。しかし彼はダーイー・ハサンとカーイム・ムハンマドに信用されなかったため、ホラーサーンで自分の王国を建てようと東方へ向かった。ニーシャープールを治めるムハンマド・フージスターニーに当初迎えられたが、信用されず、牢獄へ入れられ、鞭で打たれた。これが原因で耳が聞こえにくくなったので「ウトルーシュ（難聴）」のあだ名がある。
ハサン・ウトルーシュはカーイム・ムハンマドが殺された900年のゴルガーンの戦いでも戦い、敗戦後ライイなどに逃げていたが、ジュスターン朝ダイラムの王に迎えられ、ダイラム人やセフィードルード川以東のギーラーン人をイスラームに改宗させることに成功した。また、ダイラム王の援助を受けて、914年、アーモルにアリーの一族の支配を再確立した。ラカブ（王号）を「ナースィル・リルハック」として917年に亡くなるまでアーモルを治めた。君主としてのハサン・ウトルーシュは、同時代人であるタバリーに公正なものであったと高く評価されており、彼に強い愛着を抱く人々は「ナースィリーヤ」と呼ばれた。
ハサン・ウトルーシュはおおむね、後世のザイド派からイマームの一人であったと認知されている。彼はまた多くの書を残しており、そこから読み取れる教えは、前出のカースィム・ブン・イブラーヒームの教えとはいくつかの点で異なっている。神学に関してはカースィムに近いが、反ムゥタズィラ派の考えが鮮明である。イバーダートとムアーマラートに関してはカースィムの教説よりもクーファのザイド派の伝統に近く、一部はイマーム派の教えに近い。
ダイラム人とギーラーン人をはハサン・ウトルーシュの後継者として、ハサンの息子たち、アフマドとジャアファルの兄弟を支持していたが、ハサン・ウトルーシュ自身はタバリスターンのザイド派ムスリムたちの意見に合わせてハサン裔のハサン・ブン・カースィムを後継者に指名していた。当該ハサンはラカブを「ダーイー・イラルハック」として917年にハサン・ウトルーシュの政権を継承する（以後、このハサンを「ハサン・ダーイー」と呼ぶ）が、アフマドとジャアファルの兄弟の支持者（ナースィリーヤ）が何度か反乱や暗殺未遂を起こす。一時的にはナースィリーヤ側が優勢になるが、928年ごろにハサン・ダーイーが復権した。ハサン・ダーイーの統治は、タバリスターンではハサン・ウトルーシュの息子たちの統治よりも好感を持たれており、その理由はタバリスターンで疎まれていたダイラム人の兵士たちをおとなしくさせることができたからである。イブン・イスファンディヤールは、タバリスターンのアリー朝の支配者の中で最良とハサン・ダーイーを評価している。後世のザイド派もハサン・ダーイーを好意的に評価するが、その一方で、彼をイマームとは呼ばない。Madelung (1985) によると、その理由はハサン・ダーイーの学識がザイド派において最低限必要とされる水準を下回っているためではないかという。